# Bubenreuth
Bubenreuth là một đô thị thuộc huyện Erlangen-Höchstadt, trong bang Bayern, nước Đức. Đô thị Bubenreuth có diện tích 4,13 km², dân số thời điểm 31 tháng 12 năm 2006 là 4470 người.